# Ray-Ban Aviator

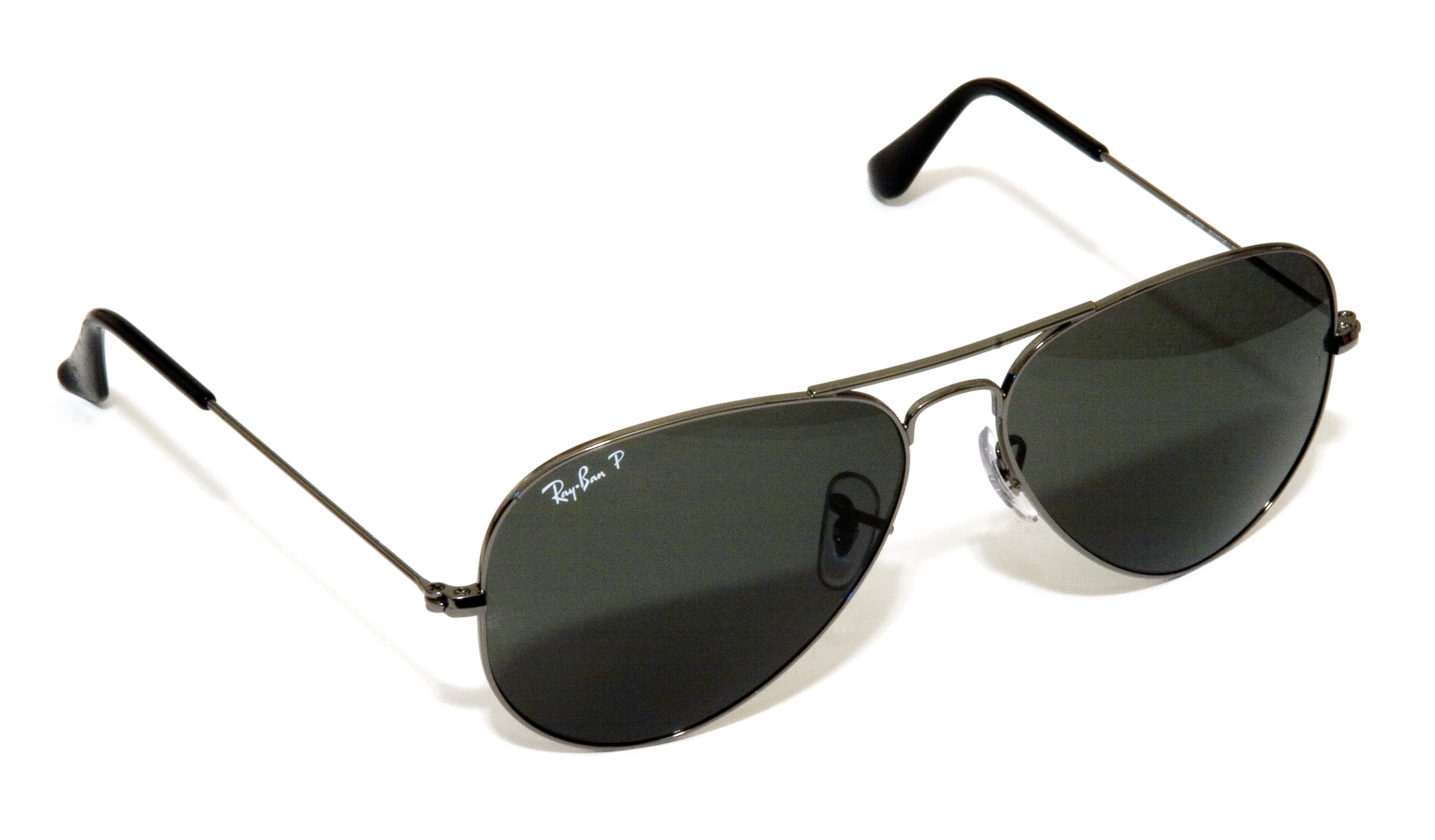
Une paire de Ray-Ban "Aviator".

Les Ray-Ban Aviator, dites parfois  lunettes aviateur, sont des lunettes de soleil conçues par l'opticien américain Bausch & Lomb et commercialisées sous la marque Ray-Ban à partir de 1937. Les Ray-Ban Aviator se caractérisent notamment par la forme, la nature de leurs verres et leur monture métallique particulièrement fine.

## Histoire

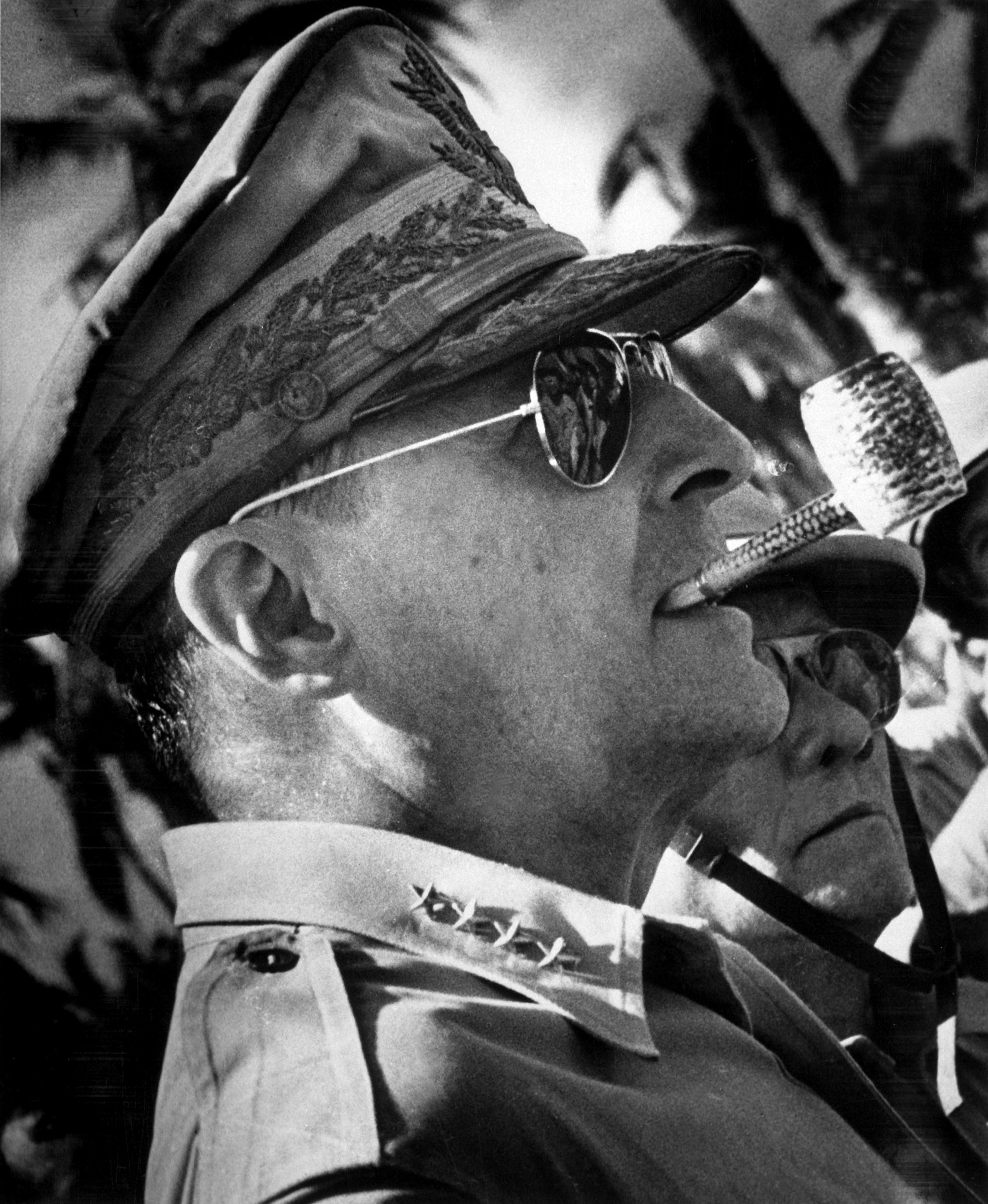
Le général Douglas MacArthur portant des Ray-Ban.

L'origine de la Ray-Ban Aviator est une commande de l'armée de l'air américaine au début des années 1930,. L'US Air Force commande à l'opticien new-yorkais Bausch & Lomb des lunettes de soleil particulièrement filtrantes pour ses pilotes, afin de les protéger durant leurs manœuvres en cas de forte luminosité. Les lunettes aviateurs sont à l'origine réservées à l'armée américaine.
Les lunettes "aviateur" sont commercialisées à partir de 1936 sous l'appellation « Anti-Glare ». C'est l'année suivante, en 1937, que leur image est repensée et qu'elles sont commercialisées sous la marque Ray-Ban, créée pour l'occasion.